# Die lange Nacht
Die lange Nacht ist ein US-amerikanischer Kriminalfilm aus dem Jahr 1947 von Anatole Litvak mit Henry Fonda, Barbara Bel Geddes und Vincent Price in den Hauptrollen. Produziert wurde der Film von Select Productions. Er ist ein Remake des französischen Films Der Tag bricht an aus dem Jahr 1939 von Marcel Carné. In Deutschland wurde der zum Subgenre des Film noir zählende Film auch unter dem Titel Den letzten fressen die Geier gezeigt.

## Handlung
Als der blinde Kriegsveteran Frank Dunlap nach Hause kommt, taumelt ihm im Treppenhaus ein verletzter Mann entgegen und stirbt. Die herbeigerufene Polizei ermittelt, dass der Mann, Maximilian, im obersten Stockwerk angeschossen wurde. Dort lebt Joe Adams, der sich weigert, mit der Polizei zu sprechen, sondern vielmehr durch die geschlossene Tür feuert. Sheriff Meade beordert seine Leute in ein Hotelzimmer genau gegenüber. Von dort aus sollen sie den Verdächtigen unter Feuer nehmen. Joe duckt sich von den Fenstern weg und rekapituliert die bisherigen Ereignisse.
Joe, der als Sandstrahler beschäftigt ist, lernt die junge Blumenverkäuferin Jo Ann kennen. Es stellt sich heraus, dass sie in dem gleichen Waisenhaus wie er aufgewachsen ist. Jetzt lebt sie bei einem älteren Ehepaar, den Besitzern des Blumenladens. Joe beginnt eine Romanze mit der jungen Frau und schon nach drei Wochen macht er ihr einen Antrag. Jo Ann ist damit überfordert und kann keine Antwort geben. Joe ist misstrauisch und folgt ihr eines Abends in einen Nachtclub, in dem der Große Maximilian eine Zaubershow mit Hunden aufführt. Joe lernt hier Charlene kennen, Maximilians ehemalige Assistentin. Sie nennt den Zauberer einen sadistischen Betrüger. Maximilian seinerseits lädt Jo Ann nach seiner Vorstellung an seinen Tisch ein. Gleichzeitig versucht er Charlene zur Rückkehr in seine Show zu überreden. Maximilians herablassende Art ärgert Joe, der sich nun einmischt.
Zurück in der Gegenwart. Die Belagerung hat Schaulustige angezogen. Joes Nachbar Bill Pulanski will versuchen, mit Joe zu sprechen, was Polizeichef McManus jedoch ablehnt. Auch Charlene bietet an, Joe zur Aufgabe zu überreden, doch auch sie wird von McManus fortgeschickt. Polizisten schießen auf das Schloss von Joes Wohnungstür, doch bevor sie in die Wohnung stürmen können, verbarrikadiert Joe die Tür mit einer Kommode. Meade fordert Tränengas an, Joe erinnert sich wieder.
Joe besucht Charlene, die sich in ihn verliebt hat. Maximilian sucht das Gespräch mit Joe. Er erzählt ihm, dass er Jo Anns Vater sei. Joe solle sich von ihr fernhalten, da er befürchtet, dass sie durch ihn ein beschwerliches Leben führen werde. Entrüstet entgegnet Joe, dass er Jo Ann heiraten werde. Er sucht Jo Ann auf und erzählt ihr von dem Gespräch. Jo Ann ist erstaunt, denn sie ist mit Maximilian nicht verwandt. Sie lernte den charismatischen Zauberer kennen, als er sie als Assistentin unter den Zuschauern auswählte. Später besuchten beide ein Konzert und Maximilian erklärte ihr danach, dass sie Seelenverwandte seien. Er versuchte sie zu verführen, woraufhin Jo Ann weglief. Trotzdem fühlt sie sich zu ihm hingezogen und besucht seine Show so oft es geht, bevor er auf Wintertournee geht. Jo Ann gesteht Joe, dass sie ihn liebe und schenkt ihm eine Aztekenbrosche.
Als Joe sich später nach einem Besuch bei Charlene verabschiedet, sieht er ein Plakat, auf dem verschiedene Aztekenbroschen abgebildet sind. Charlene erklärt ihm, dass diese Broschen an Frauen verschenkt werden, die man liebt. Joes verwirrte Reaktion sagt Charlene, dass er Jo Ann liebt.
In der Gegenwart bringen Polizisten Jo Ann vor das belagerte Haus, als McManus gerade mit einem Sprechrohr Joe zur Aufgabe bringen will. Joe tritt ans Fenster und macht klar, dass er nicht aufgeben werde. Unterstützungsangebote von Charlene, Frank, Bill und anderen Nachbarn ignoriert er. Jo Ann läuft durch die Menge, wird aber versehentlich von einem Mann zu Boden gestoßen. Bill und Charlene helfen ihr auf. Nun denkt Joe wieder zurück.
Maximilian sucht Joe auf und fordert erneut, dass er Jo Ann nicht mehr trifft. Maximilian erklärt in aller Ruhe, dass er eigentlich Joe erschießen wolle. Dann sieht er die Brosche auf der Kommode und provoziert Joe, bis der die Waffe ergreift und auf Maximilian schießt.
Die Polizei setzt das Tränengas ein, zur selben Zeit, als Jo Ann ins Treppenhaus huschen kann. Vor Joes Tür bittet sie ihn, an sich selbst zu glauben, so wie es sie und seine Freunde auch tun würden. Endlich öffnet Joe die Tür. Sie entgehen dem Tränengas, und Joe stellt sich der Polizei. Jo Ann schwört, auf ihn zu warten.

## Produktion
Gedreht wurde der Film vom 26. August bis zum 9. Dezember 1946 in Easton (Pennsylvania) sowie in den RKO-Pathé-Studios in Culver City. Zudem wurden Archivaufnahmen aus Bethlehem (Pennsylvania), Gary (Indiana) und Youngstown (Ohio) genutzt.
Anatole Litvak wurde auf Barbara Bel Geddes aufmerksam, als er sie am Broadway in dem Bühnenstück Deep Are the Roots sah. Litvak bot ihr die Rolle der Jo Ann an, die für Barbara Bel Geddes das Filmdebüt bedeutete.

## Stab und Besetzung
Eugène Lourié war der Art Director, Darrell Silvera der Szenenbildner, Renié Conley die Kostümbildnerin. Clem Portman und Richard Van Hessen waren für den Ton verantwortlich.
In kleinen nicht im Abspann erwähnten Nebenrollen traten Murray Alper, Brooks Benedict, Ellen Corby, William Edmunds, Byron Foulger, Mary Gordon, Shirley Jean Rickert, Ray Teal und Will Wright auf.

## Synchronisation
| Rolle               | Schauspieler       | Deutscher Synchronsprecher |
| ------------------- | ------------------ | -------------------------- |
| Joe Adams           | Henry Fonda        | Heinz Reincke              |
| Jo Ann              | Barbara Bel Geddes | Roswitha Krämer            |
| Maximilian          | Vincent Price      | Curt Ackermann             |
| Charlene            | Ann Dvorak         | Ursula Traun               |
| Sheriff Meade       | Howard Freeman     | Heinz Klevenow             |
| Polizeichef McManus | Moroni Olsen       | Heinz Klingenberg          |
| Frank Dunlap        | Elisha Cook        | Wolfgang Wahl              |
| Bill Pulanski       | David Clarke       | Uwe Friedrichsen           |
| Stevens             | Charles McGraw     | Karl-Heinz Kreienbaum      |
| Barkeeper           | Murray Alper       | Peter Elsholtz             |
| Mr. Tully           | Will Wright        | Joseph Offenbach           |
| Passant             | William Edmunds    | Friedrich G. Beckhaus      |
| Nachbar             | Ray Teal           | Friedrich G. Beckhaus      |

Anmerkung: Die kursiv geschriebenen Namen sind Rollen und Darsteller, die nicht im Abspann erwähnt wurden.
Die Einleitung wurde von Wolfgang Lukschy gesprochen.

## Veröffentlichung
Die Premiere des Films fand am 28. Mai 1947 statt. In der Bundesrepublik Deutschland kam er am 31. Oktober 1958 in die Kinos, in Österreich im Januar 1959.

## Kritiken
Das Lexikon des internationalen Films schrieb: „Geschickt aufgebauter und gut fotografierter Kriminalfilm mit belangloser Story.“
Bosley Crowther von der The New York Times zog den französischen Originalfilm als direkten Vergleich heran. Auch wenn der nicht gerade gediegen gewesen sei, sei er dem Remake in jeder Hinsicht überlegen. Die geschmacklose Kulisse sei bevölkert mit den unglaubwürdigsten Leuten.
Das Magazin Time Out monierte, dass Carnés Originalfilm bereinigt und mit einem dummen Happy End versehen wurde. Gleichzeitig wurden die Darstellungen und die Kameraarbeit gelobt.
Der Kritiker des TV Guide fand den Film wirkungslos. Die Schauwerte seien über dem Durchschnitt, Politos Kameraarbeit exzellent, doch die Geschichte bleischwer.